# Arca Fondi SGR
Arca Fondi SGR è una società di gestione del risparmio italiana facente parte, dal 2019, Gruppo Bancario BPER Banca. A dicembre del 2024, arca gestiva un patrimonio di circa 45 miliardi di euro.

## Storia
Fondata nel 1983 a Milano, nel 1984 vengono lanciati sul mercato i primi storici fondi Arca BB e Arca RR Diversified Bond. Nel 1987 la società raggiunge i primi 100.000 clienti. Nel 1998 Arca SGR è tra le prime a offrire sul mercato italiano un Fondo Pensione Aperto, Arca Previdenza.
Con i Fondi Arca Cedola del 2009, la società è tra le prime a lanciare prodotti a distribuzione di proventi a scadenza predefinita. Dal 2015 Arca Economia Reale Equity Italia inaugura un focus d’investimento nel mercato italiano delle piccole medie imprese, che continuerà nel 2017 con uno dei primi Fondi PIR (Piani Individuali Risparmio) in Italia: Arca Economia Reale Bilanciato. Nel 2019, la società è diventata firmataria dei Principi per gli Investimenti Responsabili delle Nazioni Unite.
Dal 2021 ad oggi, Arca Fondi SGR lancia i primi prodotti ESG collegati ad azioni di impact investing, in grado di coniugare investimenti sostenibili e azioni dirette sul territorio.

## Prodotti
La gamma d’offerta presenta soluzioni di investimento distintive nel settore dei Piani Individuali di Risparmio (PIR), in quello della previdenza integrativa (Fondi Pensione Aperti) e nei segmenti dei Fondi Target Date e degli investimenti ESG.
I prodotti Arca sono distribuiti su una rete ampia e capillare che, grazie a consolidate partnership con più di 50 banche e istituzioni finanziarie, può contare più di 4.500 filiali.

## Azionariato
Arca Fondi SGR S.p.A. è detenuta al 100% da Arca Holding il cui capitale sociale è così suddiviso:
- BPER Banca (57,061%)
- Banca Popolare di Sondrio (34,715%)
- Banca Popolare del Lazio (1,804%)
- Sanfelice 1893 Banca Popolare (1,536%)
- Banca Valsabbina (1,763%)
- Banca Popolare Valconca (0,620%)
- Banca Agricola Popolare di Ragusa (0,600%)
- Banca di Piacenza (1,500%)
- Banca Popolare di Fondi (0,400%)